# Emberiza sulphurata
Emberiza sulphurata е вид птица от семейство Овесаркови (Emberizidae). Видът е световно застрашен, със статут Уязвим.

## Разпространение
Видът е разпространен в Китай, Северна Корея, Филипините, Хонконг, Южна Корея и Япония.